# Kanton Bellencombre
Kanton Bellencombre (fr. Canton de Bellencombre) je francouzský kanton v departementu Seine-Maritime v regionu Horní Normandie. Skládá se z 15 obcí.

## Obce kantonu
- Ardouval
- Beaumont-le-Hareng
- Bellencombre
- Bosc-le-Hard
- Cottévrard
- Cressy
- La Crique
- Cropus
- Les Grandes-Ventes
- Grigneuseville
- Mesnil-Follemprise
- Pommeréval
- Rosay
- Saint-Hellier
- Sévis